# Державний фонд надр та державний фонд родовищ корисних копалин
Державний фонд надр включає як ділянки надр, що використовуються, так і ділянки надр, не залучені до використання, в тому числі континентального шельфу і виключної (морської) економічної зони.
Родовища корисних  копалин — це нагромадження мінеральних речовин в надрах, на поверхні землі, в джерелах вод та газів, на дні водоймищ, які за кількістю, якістю та умовами залягання є придатними для промислового використання.
Техногенні  родовища  корисних  копалин — це місця, де накопичилися відходи видобутку, збагачення та переробки мінеральної сировини, запаси яких оцінені й мають промислове значення. Такі родовища можуть виникнути також внаслідок втрат при зберіганні, транспортуванні та використанні продуктів переробки мінеральної сировини.
Усі родовища корисних копалин, у тому числі техногенні, з запасами, оціненими як промислові, становлять Державний фонд родовищ корисних копалин, а всі попередньо оцінені родовища корисних копалин — резерв цього фонду.
Державний фонд родовищ корисних копалин є частиною державного фонду надр.
Державний фонд родовищ корисних копалин формується спеціально уповноваженим центральним органом виконавчої влади з геологічного вивчення та забезпечення раціонального використання надр.
Державний фонд надр формується спеціально уповноваженим центральним органом виконавчої влади з геологічного вивчення та забезпечення раціонального використання надр разом з Державним комітетом України по нагляду за охороною праці.